# 圣奥莫博诺泰尔梅
圣奥莫博诺泰尔梅（義大利語：Sant'Omobono Terme），是意大利贝加莫省的一个市镇。总面积10平方公里，人口3533人，人口密度353.3人/平方公里（2009年）。国家统计（ISTAT）代码为016192。